# Bertrand Poirot-Delpech
Bertrand Poirot-Delpech (* 10. Februar 1929 in Paris; † 14. November 2006 ebenda) war ein französischer Schriftsteller und Journalist.
Bertrand Poirot-Delpech war seit 1986 Mitglied der Académie française und schrieb ein halbes Jahrhundert lang für die französische Tageszeitung Le Monde als Literaturkritiker. Er war in seinem Heimatland Frankreich sehr bekannt. Seine Umgebung nannte ihn oftmals nur BPD. Zu seinem Tode wurde er von Premierminister Dominique de Villepin als unvergleichlicher Verteidiger der französischen Sprache gewürdigt.

## Bücher
- 1958: Le Grand Dadais, (deutsch Der große Tunichtgut. Hamburg 1959)
- 1960: La Grasse Matinée
- 1962: L’Envers de l’eau
- 1966: Au soir le soir
- 1969: Finie la comédie
- 1970: La Folle de Lituanie
- 1973: Les Grands de ce monde
- 1976: La Légende du siècle
- 1979: Saïd et moi
- 1980: Marie Duplessis
- 1981: Feuilletons
- 1982: Le Couloir du dancing
- 1985: L’Été 36
- 1986: Bonjour Sagan
- 1987: Monsieur Barbie n’a rien à dire
- 1988: Le Golfe de Gascogne
- 1989: Traversées
- 1994: L’Amour de l’humanité
- 1995: Diagonales
- 1997: L’Alerte, théâtre
- 1998: Théâtre d’ombres, journal
- 1998: Papon: un crime de bureau
- 1999: Monsieur le Prince
- 2001: J’écris Paludes
- 2002: J’ai pas pleuré (avec Ida Grinspan)